# Ngày tuyển chọn
Ngày tuyển chọn (tựa gốc: Draft Day) là một phim điện ảnh thể thao chính kịch của Mỹ năm 2014 do Ivan Reitman đạo diễn và có sự tham gia của Kevin Costner. Nội dung phim xoay quanh một nhà quản lý hư cấu của Cleveland Browns (Costner) sau khi đội bóng của ông yêu cầu chốt danh sách tuyển chọn số một cho sự kiện National Football League Draft.